# José Bolinches Bacete
José Bolinches Bacete   (Xàtiva, 1910 - 1959) fou un empresari valencià que destacà en el sector de la indústria de la motocicleta, arribant a dissenyar fins i tot algun model de microcotxe.

## Resum biogràfic
Nascut al si d'una família acomodada, a vint anys vivia a París i a només 25 ja havia acumulat una fortuna gràcies a la seva empresa d'exportació de fruites, principalment taronges, des de Xàtiva a Bèlgica. En esclatar la guerra civil espanyola Bolinches vivia a Brussel·les amb la seva dona, Yvonne Pieters Janssen (nascuda a Maastricht, Països Baixos) i els seus fills Juan i José. Acabada la guerra, ajudà molts refugiats espanyols durant el període anterior a l'esclat de la Segona Guerra Mundial.
El 1947 va tornar a Xàtiva amb la intenció de fabricar o inventar algun producte de necessitat a l'Espanya aïllada de la postguerra. El 1949 va fabricar una sèrie d'articles per a hostaleria i hospitals, com ara cadires metàl·liques, gandules portàtils, taules per a terrasses d'hotels, etc. Aquell mateix any, en una època de benzina racionada i gasogen, va crear el seu primer vehicle, una motocicleta elèctrica molt senzilla i de roda baixa que va denominar Electro Boli. Ateses les necessitats de transport que hi havia en aquella època, Bolinches creà el 1952 el tricicle Boli, proveït d'una àmplia caixa de fusta a la part anterior.
Malgrat els seus intents, traves burocràtiques de tota mena anaven reduint el seu capital. De cara a les seves següents creacions, Bolinches va dissenyar personalment la seva pròpia factoria, establerta al número 13 del carrer Pintor Sorolla de València (d'altres fonts esmenten Algemesí com a seu de l'empresa). Allà, ja amb el nom comercial de Cimera, va desenvolupar un escúter amb un disseny molt funcional que va fabricar en tres versions diferents: rural, estàndard i de luxe. Bolinches, però, havia de lluitar amb les dificultats administratives pròpies del règim, obtenint diverses negatives a les seves sol·licituds de llicències de fabricació, fins al punt que va haver d'abandonar la producció de motocicletes i decidí de construir el seu primer cotxe, aparegut el 1954. Era un microcotxe que ell hagués volgut fer amb quatre rodes, però no li van concedir el permís i va haver de reconvertir-lo en tricicle. Bolinches també en va construir alguna versió tipus furgoneta.
Vivint de la seva renda i gastant-s'ho tot en invents, la seva salut s'anava consumint. Entre 1958 i 1959, l'any de la seva defunció, va fabricar els motocultors de marca patentada Valiant.